# Váy bút chì

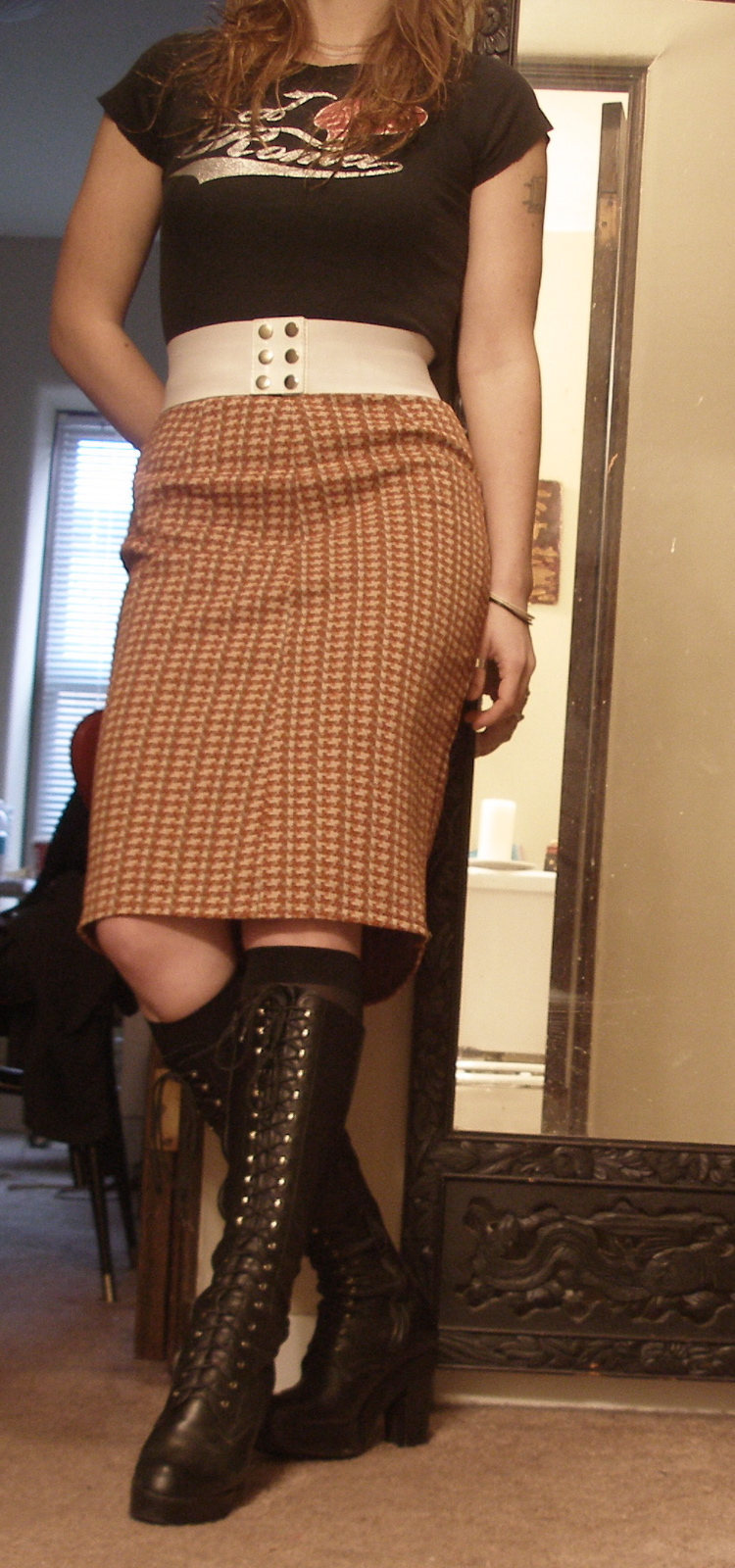
Chân váy bút chì ngày nay

Chân váy bút chì được thiết kế bao gồm các đường cắt may thẳng, hẹp và ôm sát phần hông người mặc, giống như một cái bút chì. Thông thường, chiều dài loại chân váy này thường chạm gối hoặc dài quá ngồi một chút. Váy bút chì là một trong những trang phục phổ biến nhất trong phong cách thời trang công sở của nữ giới ngày nay.

## Sự ra đời của chân váy bút chì
Chân váy bút chì được tạo ra bởi nhà thiết kế người Pháp - Christian Dior vào năm 1954 trong bộ sưu tập Thu Đông của ông. Thuật ngữ "Chụp đèn" trở lên phổ biến trong những năm 1910 khi nhà thiết kế người Pháp là Paul Poiret đã tạo ra những kiểu váy thân dài, có phần đầu gối được thu hẹp lại.

## Sự phát triển của váy bút chì
Những năm 1960, nhà thiết kế John Bates đã đi tiên phong trong việc cách tân chiều dài của chân váy bút chì. Những chiếc chân váy ngắn được các minh tinh sử dụng trong loạt phim The Avengers thời kỳ đó.
Năm 1964, Courrèges cho ra mắt cộng đồng những váy bút chì có chiều dài ngang đùi. Tuy nhiên, thiết kế của ông chịu ảnh hưởng từ Mary Quant – nhà thiết kế nổi tiếng những năm 1960.
Đến năm 1966, Quant giới thiệu tới làng mốt những mẫu váy ngắn có chiều dài trên gối khoảng từ 15 – 16 cm.
Xu hướng váy bút chì tạm lắng xuống những năm 1970 và chỉ thực sự "nở rộ" trong những năm ở thập niên 80. Trang phục này mang đậm phong cách rock & roll, thể hiện qua kiểu dáng thiết kế lẫn chất liệu.
Trong những năm 90, tình yêu dành cho những chiếc váy bút chì đã bị phai mờ đi đôi chút. Nhưng cộng đồng mộ điệu đã dần quay trở lại với xu hướng này trong thập niên 2000. Và cho đến ngày nay thì chân váy bút chì có thể mặc được với nhiều kiểu áo theo nhiều phong cách khác nhau nhưng vẫn là một trang phục không thể thiếu với bất kỳ phụ nữ nào.